# Planetary Habitability Laboratory
O Planetary Habitability Laboratory (Laboratório de Habitabilidade Planetária) ou simplesmente PHL (LHP) é um laboratório educacional e de pesquisa dedicado a estudos da habitabilidade terrestre, do Sistema Solar e dos exoplanetas.

## Principais projetos
- Catálogo de Exoplanetas Habitáveis

- The Visible Paleo-Earth